# NGC 4050
NGC 4050 (другие обозначения — MCG -3-31-16, IRAS12003-1605, PGC 38049) — галактика в созвездии Ворон.
Этот объект входит в число перечисленных в оригинальной редакции «Нового общего каталога».